# Alec Segaert
Alec Segaert (16 januari 2003) is een Belgisch wielrenner die in dienst rijdt bij de wielerploeg Lotto-Dstny.

## Biografie
Segaert is afkomstig uit Lendelede. Zijn vader, Frank Segaert, werkt als osteopaat, maar werd op latere leeftijd ook actief als triatleet. Hij nam bijvoorbeeld in 2017 deel aan de Ironman Hawaï, in de leeftijdsklasse 45-49. De 5 jaar oudere broer van Alec, Loïc Segaert, was beloftevol wielrenner bij de jeugd, maar door blessures kon hij geen wielercarrière uitbouwen en werd actief als performance coach.
Alec Segaert beoefende in zijn jeugd duatlon en ook triatlon – in deze laatste discipline won hij medailles op het Belgisch kampioenschap in junior leeftijdscategorieën., en begon dan ook met wielrenner bij de nieuwelingen. Hij bleef de drie sporten combineren tot bij de junioren, om zich vanaf 2021 enkel op het wielrennen toe te leggen.
Na zijn middelbare studies aan Prizma Campus College Izegem vatte Segaert hogere studies aan als burgerlijk ingenieur, wat hij bleef combineren met een wielercarrière. Zij broer Loïc werd actief als zijn coach.

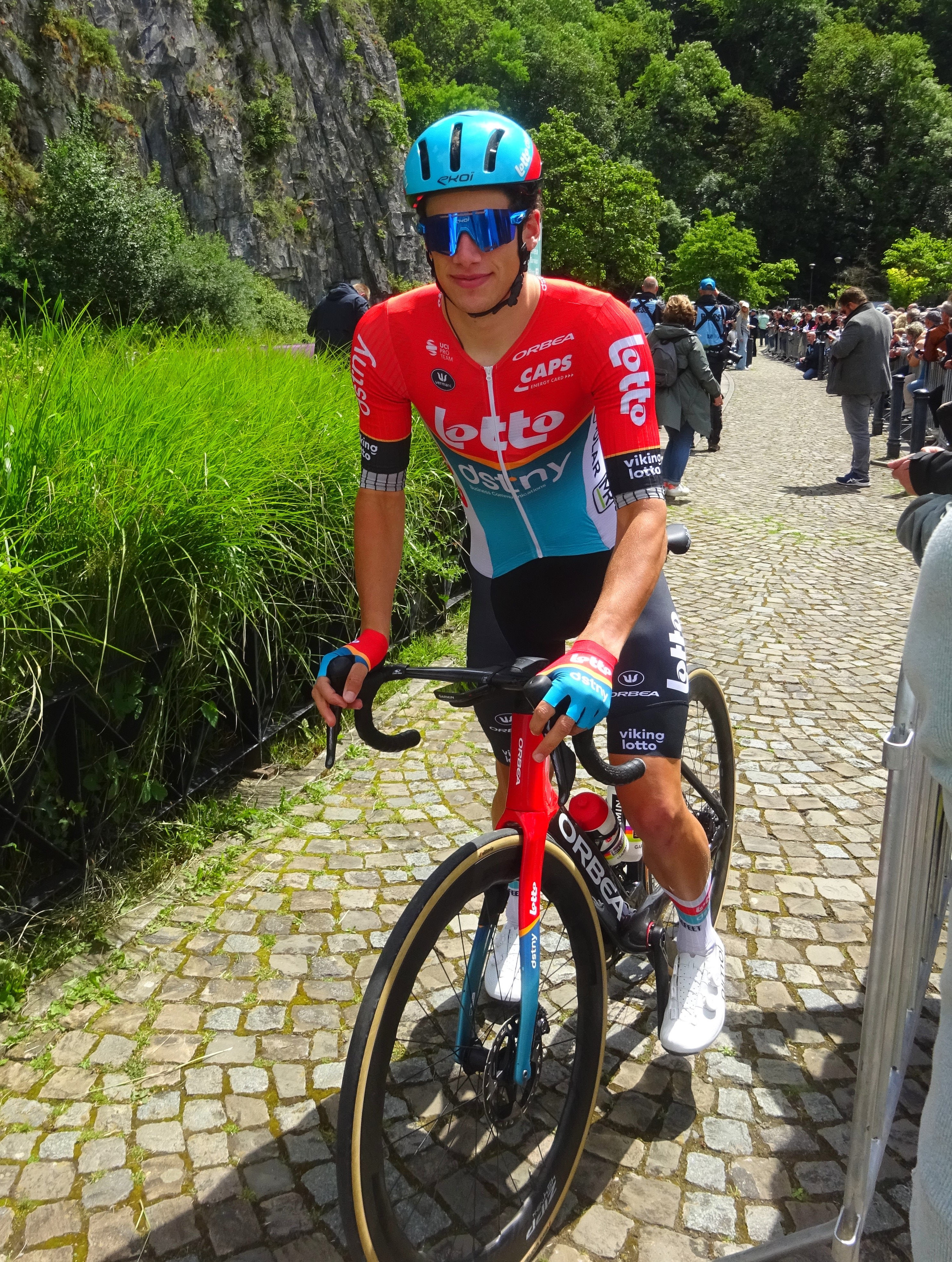
Alec Segaert in Durbuy (Ronde van België 2024

In 2021 won Segaert Europese kampioen tijdrijden bij de junioren. Op het wereldkampioenschap tijdrijden bij de junioren behaalde hij dat jaar brons.
In 2022 reed hij bij de beloften. Hij werd er in die categorie Belgisch kampioen tijdrijden, Europees kampioen tijdrijden en hij werd 2de op het wereldkampioenschap tijdrijden.
In 2023 reed hij wedstrijden bij de beloften, maar nam hij ook aan enkele profwedstrijden deel. Bij de beloften won hij de openingstijdrit van de Giro Next Gen. Bij de profrenners werd hij tweede op zowel het Belgische kampioenschap tijdrijden als het Belgisch kampioenschap op de weg. Hij werd opnieuw 2de op het wereldkampioenschap tijdrijden.
In 2024 behaalde hij, in zijn eerste volwaardig profseizoen, meteen zijn eerste profoverwinningen. Op 2 maar 2024 bleef hij met een late uitval het peloton voor en won hij de Grand Prix Criquielion. Een dikke maand later won hij na een lange solo de eerste editie van Grote Prijs MHD-Filou in zijn thuisbasis Lendelede. In augustus volgde een eerste UCI World Tour-overwinning, namelijk een tijdritzege in Renewi Tour. Mede dankzij die zege werd hij 2e in het eindklassement en won hij het jongerenklassement. Hij werd ook opnieuw Europees kampioen tijdrijden. Daarna behaalde hij ook opnieuw een medaille op het Wereldkampioenschappen wielrennen 2024, dit keer niet in de tijdrit, maar wel in de wegrit.

## Palmares
Bereid op basis van:
2021
1e etappe Ronde van Opper-Oostenrijk voor junioren
Ronde van Opper-Oostenrijk voor junioren
 Europees kampioen tijdrijden, junioren
 Belgisch kampioen tijdrijden, junioren
 Wereldkampioen tijdrijden, junioren
2022
 Belgisch kampioen tijdrijden, beloften
 Europees kampioen tijdrijden, beloften
1e etappe Tour Alsace
Hel van Voerendaal
Ronde van Lombardije voor beloften
 Wereldkampioenschap tijdrijden, beloften
2023
1e etappe Girobio
 Belgisch kampioenschap tijdrijden, elite
 Belgisch kampioenschap op de weg, elite
 Wereldkampioenschap tijdrijden, beloften
 Europees kampioen tijdrijden, beloften
2024
Grand Prix Criquielion
2e etappe (ITT) Renewi Tour
Jongerenklassement Renewi Tour
 Europees kampioen tijdrijden, beloften
2025
Jongerenklassement Ronde van België

### Resultaten in voornaamste wedstrijden
|      | \| Jaar \| Gent-Wevelgem \| Ronde van Vlaanderen \| Parijs-Roubaix \| Dwars door Vlaanderen \| E3 Saxo Classic \| \| ---- \| ------------- \| -------------------- \| -------------- \| --------------------- \| --------------- \| \| 2024 \| \| \| 66e \| 37e \| \| \| 2025 \| 45e \| 32e \| 87e \| 10e \| 47e \| |                      |                |                       |                 |
| Jaar | Gent-Wevelgem | Ronde van Vlaanderen | Parijs-Roubaix | Dwars door Vlaanderen | E3 Saxo Classic |
| 2024 | |                      | 66e            | 37e                   |                 |
| 2025 | 45e | 32e                  | 87e            | 10e                   | 47e             |

### Resultaten in kleinere rondes
| Jaar | Ronde van België | Ronde van Wallonië | Renewi Tour |
| ---- | ---------------- | ------------------ | ----------- |
| 2024 | 7e               | 14e                | ↑ (1)       |
| 2025 | 11e              |                    |             |

(*) tussen haakjes aantal individuele etappeoverwinningen

## Onderscheidingen
- Sportbelofte van het jaar: 2023[4]

## Ploegen
- 2023 −  Lotto-Dstny (vanaf 24/2)
- 2024 –  Lotto-Dstny
- 2025 –  Lotto

Adamietz · Beullens · Campenaerts · De Buyst · De Gendt · De Lie · Drizners · Eenkhoorn · Ewan · Frison · Grignard · Guarnieri · Kron · Livyns · Menten · Moniquet · Paasschens · Schwarzmann · Segaert (vanaf 24/2) · Selig · Sepúlveda · Slock · Sweeny · Van de Paar · Van Eetvelt · Van Gils · Van Moer · Vanhoucke (vanaf 15/8) · Vermeersch
Adamietz · Berckmoes · Beullens · Campenaerts · Currie · De Buyst · De Gendt · De Lie · Drizners · Eenkhoorn · Gregaard · Grignard · Guarnieri · Kron · Livyns · Menten · Moniquet · Paasschens · Segaert · Taminiaux · Sepúlveda · Slock · Vandenabeele · Van de Paar · Van Eetvelt · Van Gils · Van Moer · Vanhoucke · Vermeersch